# Зігмарінгендорф
Зігмарінгендорф (нім. Sigmaringendorf) — громада в Німеччині, знаходиться в землі Баден-Вюртемберг. Підпорядковується адміністративному округу Тюбінген. Входить до складу району Зігмарінген.
Площа — 12,47 км2. Населення становить 3659 ос. (станом на 31 грудня 2020).

## Географія

### Адміністративний поділ
Громада складається з таких районів:
| Герб                  | Назва                   | Населення | Площа   |
| --------------------- | ----------------------- | --------- | ------- |
| Sigmaringendorf       | Зігмарінгендорф (центр) | 3761      | 1171 га |
| Kein Wappen Verfügbar | Лаухерталь              | 643       | 76 га   |

## Галерея

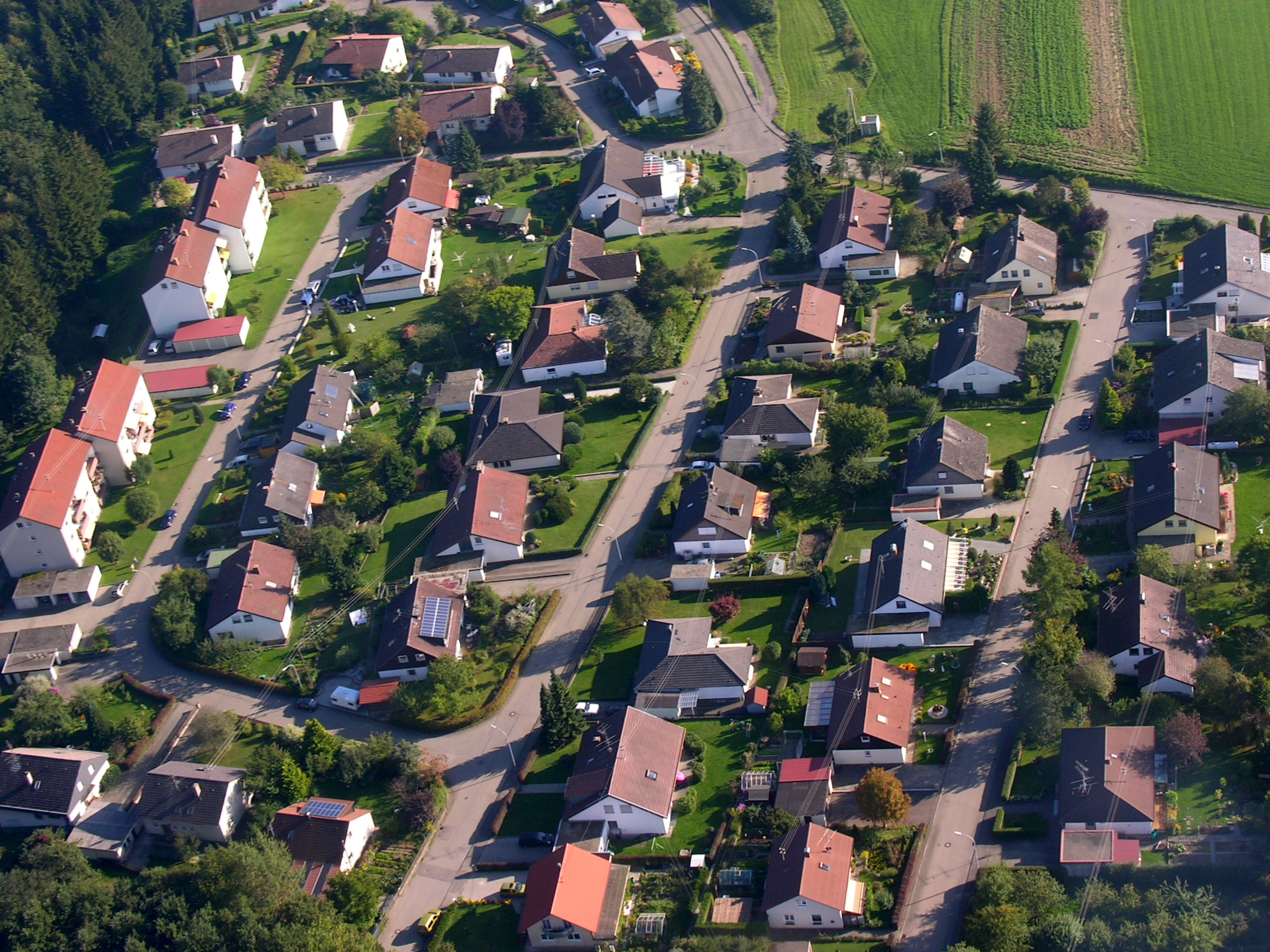
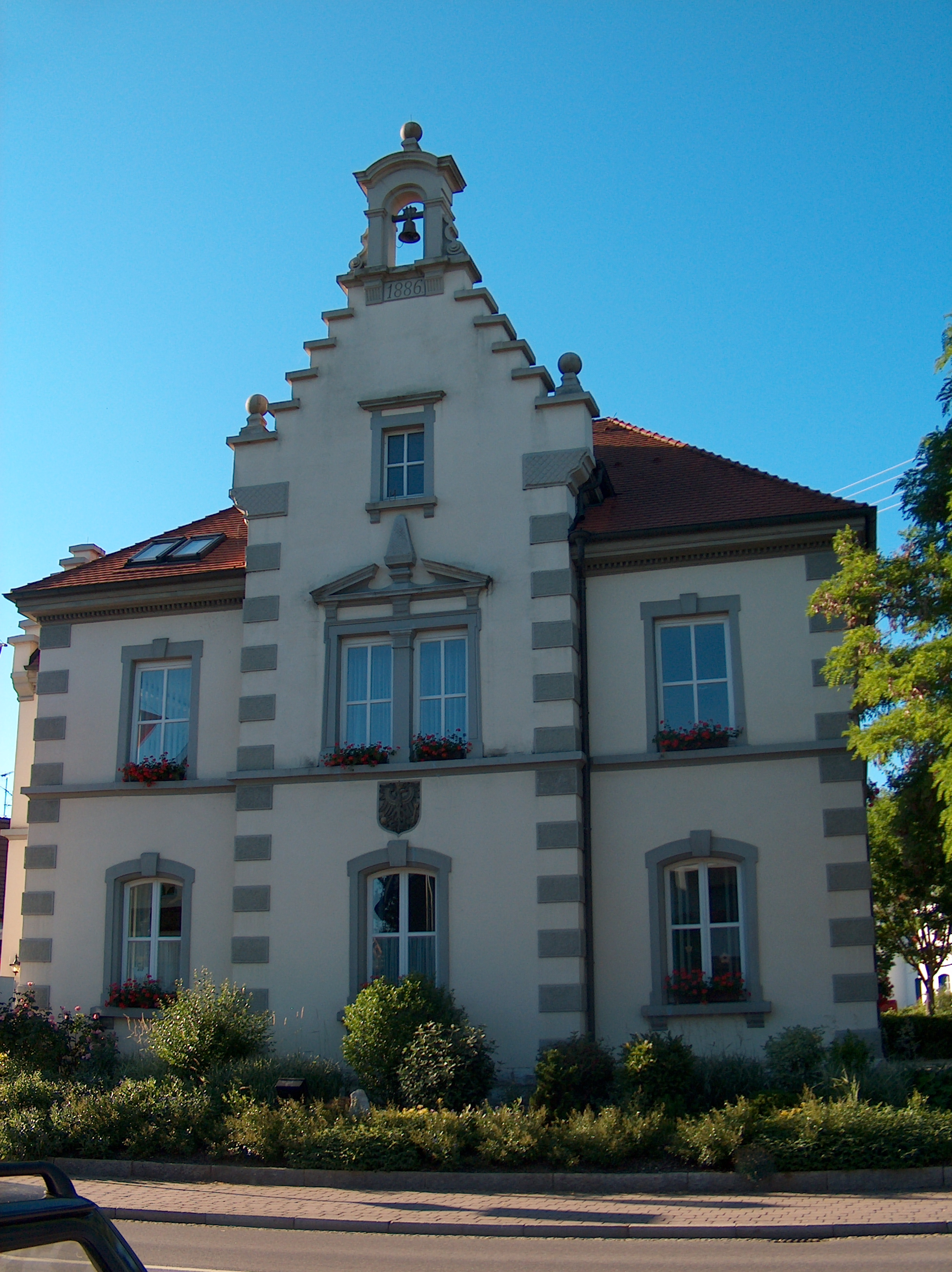
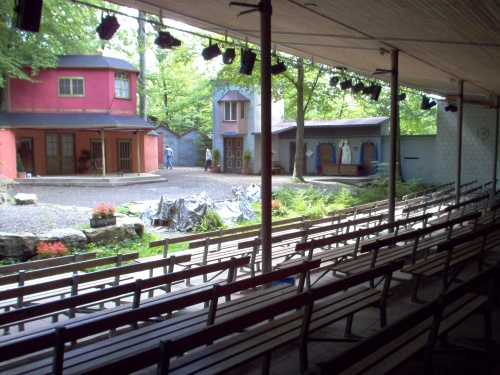
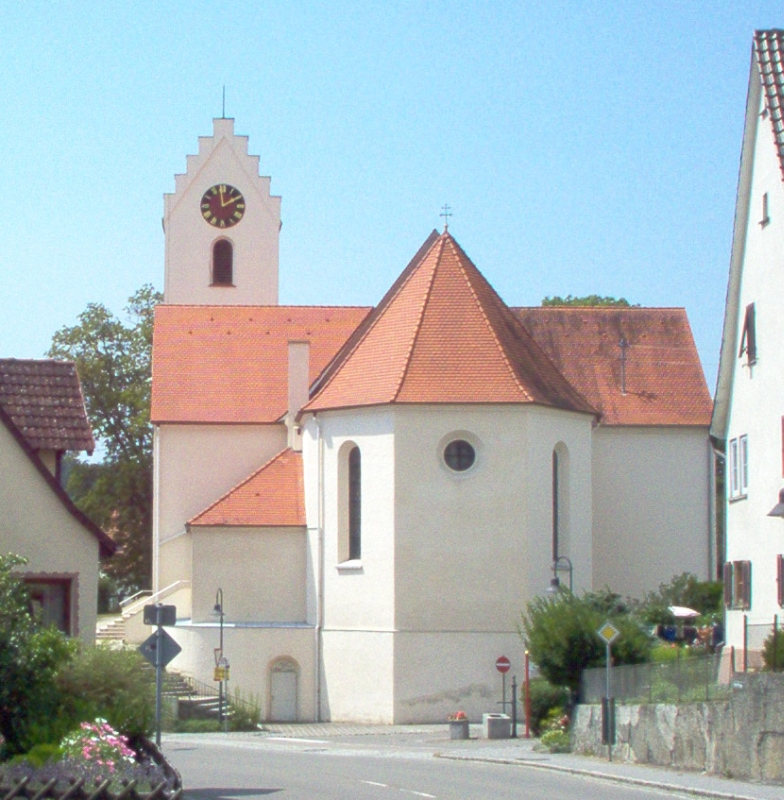
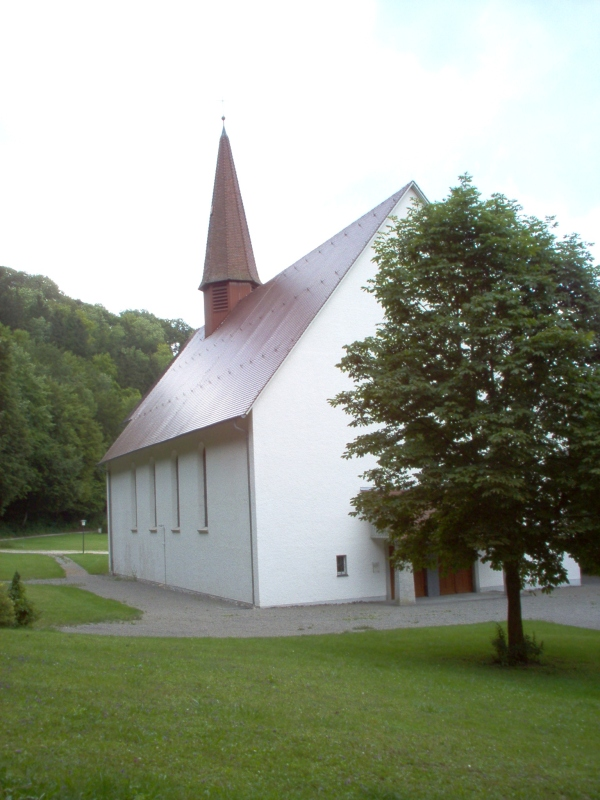
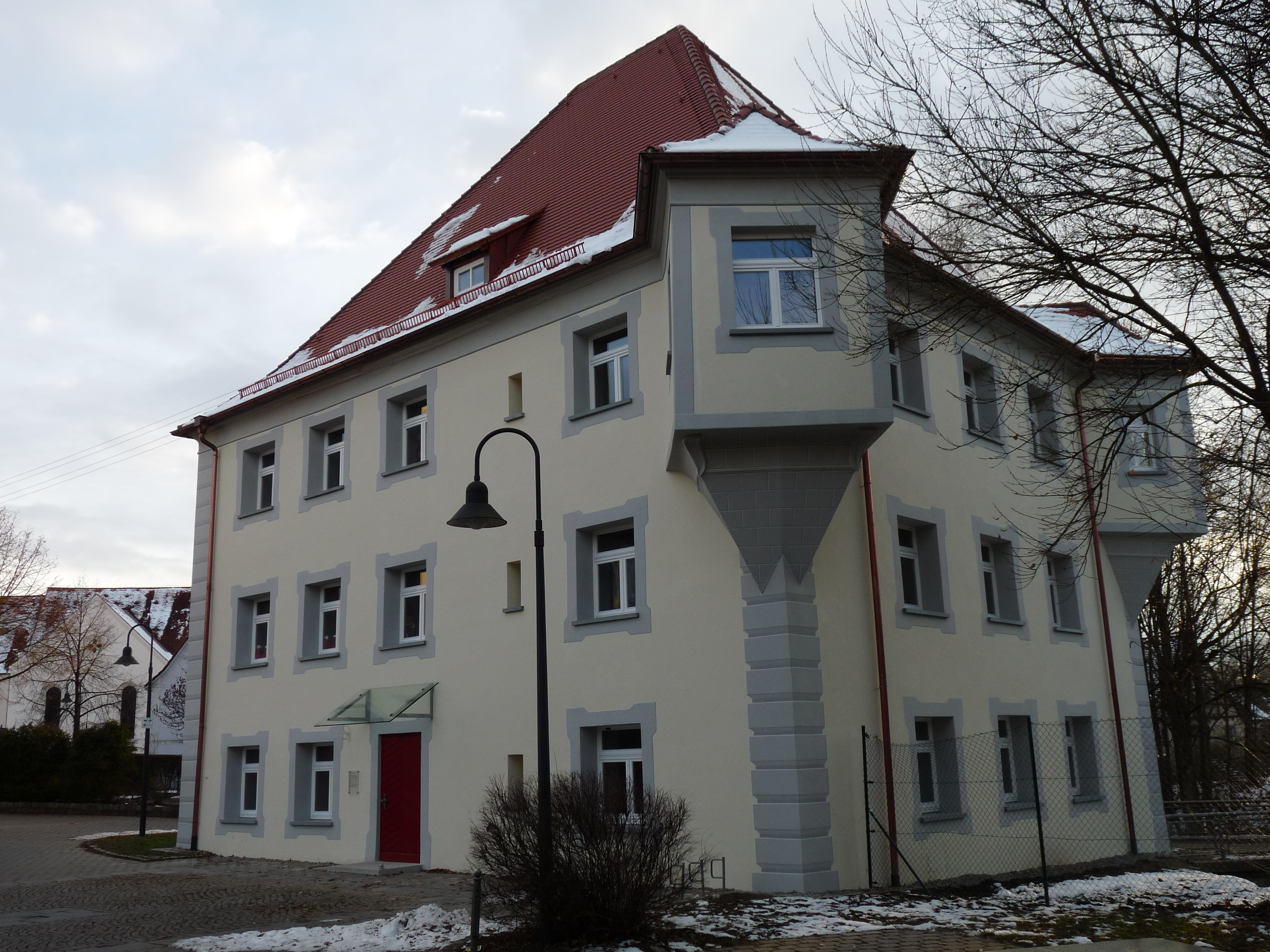